# 詹姆斯·勒德洛·埃利奧特
詹姆斯·勒德洛·埃利奧特（英語：James Ludlow Elliot，1943年6月17日—2011年3月3日）是一位美国天文学家，与愛德華·W·鄧納姆和傑西卡·明基一起利用柯伊伯機載天文台发现了天王星環，也参与发现了海卫一上的全球变暖。小行星3193以他的姓氏命名。